# Großer Funk- und Befehlspanzer 38H(f)
Der  Große Funk- und Befehlspanzer 38H(f) war ein Panzer, der von der deutschen Wehrmacht aus in Frankreich erbeuteten Hotchkiss H-35-Panzern umgebaut wurde. 

## Geschichte
Die während des Zweiten Weltkriegs in Frankreich erbeuteten Kampfpanzer wurden oft umgebaut und als Artillerie- und Selbstfahrlafetten genutzt. Speziell für diese, in Frankreich stationierten Fahrzeuge, wurden 1943 vom Baukommando Becker die Großen Funk- und Befehlspanzer 38H(f) auf Basis des französischen Hotchkiss H-35 gebaut. Diese Fahrzeuge hatten die Zielbeobachtung und Feuerlenkung der Artillerie zur Aufgabe. Für den Umbau wurde von den H-35 der obere Teil der Wanne entfernt, und durch einen nach oben offenen Panzeraufbau ersetzt. Weiter wurden Funkgeräte, Scherenfernrohre und weitere Beobachtungsmittel eingebaut. Auf dem Fahrzeug wurden zwei Stabantennen aufgesetzt. Das Fahrzeug war nur mit einem 7,92-mm-MG zum Selbstschutz ausgerüstet. Die Panzer wurden bei den Kämpfen gegen die Alliierten Truppen 1944 eingesetzt. Es wurden insgesamt nur 24 Fahrzeuge vom Typ Großer Funk- & Befehlspanzer 38H(f) gebaut.